# Simovative
Die Simovative GmbH (Wortkombination aus Services for Information Management und Innovative) ist ein 2002 gegründetes Unternehmen, das sich auf die Softwareentwicklung eines Hochschulinformationssystems spezialisiert hat. Sie hat ihren Firmensitz in München sowie Zweigstellen in Köln und Victoria (Kanada).

## Entwicklung
Aus einem Studienprojekt heraus entstand das erste Produkt der Firma, der Anlass für die Firmengründung, das Campus Management System (auch Hochschulinformationssystem genannt) academyFIVE. Seitdem sind die Service-Plattform UniHeads für Studium, Karriere und Lernen sowie die Eventreihe EduFutureDays hinzugekommen.

## Produkte

### AcademyFIVE
AcademyFive ist eine webbasierte Software als Campus Management System, mit dem der studentische Lebenszyklus sowie die damit verbundenen Aufgaben der Hochschulverwaltung abgewickelt werden.

### UniHeads
Die Service-Plattform UniHeads ist eine für Studierende, Hochschulen und Unternehmen entwickelte Software, um Studierenden für sie passende Jobangebote auf der persönlichen Hochschulseite des Studierenden anzuzeigen.

### EduFutureDays
Eine wiederkehrende Eventreihe rund um EdTech (auch EduTech) Themen. Die Auftaktveranstaltung der EduFutureDays fand am 28. Oktober 2021 als Online-Kongress mit mehr als 250 Teilnehmern zum Thema „Moderne Technologien in der Hochschullehre“ statt. 2022 ist das Thema „Nachhaltigkeit durch Digitalisierung an Hochschulen“.

## Messen und Konferenzen
- Campus Innovation „Souveränität, Aktivierung und Offenheit – Chancen und Challenges der Digitalisierung für Hochschulen“ vom 18.–19. November 2021, Vortrag „Campus Recruiting anders gedacht – Synergien nutzen, Studierende begleiten, Kooperationen schaffen“[4]
- EduFuture Days vom 28. Oktober 2021, mit den Themen Adaptive Learning, Artificial Intelligence, Learning Analytics, Mobile Learning und Virtual Reality[5]
- AWS Education Summer Day vom 3. September 2020, Vortrag „Cloudlösungen für den Bildungsbereich“[6]
- Campus Innovation „Nachhaltigkeit und Digitalisierung“ vom 21.–22. November 2019, Vortrag „Hybrides Projektmanagement im Kontext einer erfolgreichen Campus-Management-System-Einführung“[7]
- Tagung des ZKI-Arbeitskreises Campus Management, 5.–6. September 2019 mit Gründung der academyFIVE User Group[8]

## Ähnliche Unternehmen
- Salesforce mit der Software Salesforce Education Cloud
- CampusCore der Software für Hochschulen GmbH & Co. KG
- Datenlotsen Informationssysteme GmbH mit der Software CampusNet
- CAS Software AG mit der Software CAS Campus
- HIS Hochschul-Informations-System eG mit HISinOne